# Paro Stadium
Paro Stadium – stadion piłkarski w Bhutanie, w mieście Paro. Swoje mecze rozgrywa tam zespół Paro FC. Stadion mieści 4000 osób.